# Боскини, Марко
Марко Боскини (итал. Marco Boschini, не позднее 5 октября 1602, Венеция — 1 января 1681, Венеция) — итальянский писатель, рисовальщик, живописец и гравёр, картограф, торговец произведениями искусства и историограф венецианской школы живописи.

## Биография
До недавнего времени считалось, что Марко Боскини родился в Венеции в 1613 году, однако исследования, проведённые в 2013 году по случаю четырёхсотлетия со дня его рождения, привели к обнаружению свидетельства о крещении, датированного 5 октября 1602 года.
Марко Боскини учился живописи в венецианской мастерской Пальмы иль Джоване (Младшего) и искусству гравирования у Одоардо Фиалетти.
В 1635 году он женился на Феличе Бокки, от которой у него было несколько детей, в том числе двое мальчиков. Он постоянно жил в Венеции, но посещал Падую, Виченцу и Тревизо (там у него была собственность). По своим коммерческим делам он ездил в Триест, Модену, Парму, Кремону, Болонью. В духе своего времени Марко Боскини отличался предприимчивым и энергичным «барочным» характером: он торговал поддельным жемчугом, был ловким рисовальщиком-иллюстратором, картографом, умелым реставратором и торговцем картинами, выполнял самые разные заказы многих выдающихся личностей, таких как кардинал Леопольдо Медичи.
К Марко Боскини часто обращались по случаю распродажи наследства или как к эксперту и посреднику при продаже и вывозе произведений искусства. Среди его клиентов следует упомянуть испанского посла маркиза де Лас Фуэнтес, герцога Мантуи Альфонсо IV Модены, коллекционера и доверенного лица Медичи Паоло дель Сера, который в 1654 году продал свою коллекцию кардиналу Леопольдо де Медичи.
Однако своей известностью художник обязан прежде всего писательской деятельности. Остроумный, культурный и утончённый критик, он является автором многих книг, которые не потеряли своего значения до настоящего времени. Боскини был талантливым литератором, историком и теоретиком искусства с «несомненной проницательностью, вплоть до того, что его называли величайшим критиком века».
Он досконально знал произведения, особенности манеры и техники всех известных венецианских живописцев. Если Ф. Бальдинуччи считают главным историографом тосканской школы живописи, К. Ч. Мальвазиа — историком болонской школы, то Боскини, бесспорно, является главным летописцем венецианского искусства. В силу своей профессии и любви к венецианской живописи Боскини часто вызывали сопровождать иностранных гостей для осмотра частных художественных коллекций Венеции. За это и за характер некоторых из его книг его называли «Чичероне (проводник) Венеции» (Cicerone di Venezia).
Он умер в своем доме в Венеции 1 января 1681 или 1680 года, как отмечено в некрологе того времени. Другие даты — 1678 год (согласно Н. Мельхиори) и 1704 год — в настоящее время не считаются надёжными.

## Произведения
- «Карта живописного мореплавания» (La Carta del navegar pitoresco, 1660) — одно из самых оригинальных произведений венецианской литературы, оно было напечатано с гравюрами. В книге, посвящённой эрцгерцогу Австрии Леопольдо Гульельмо, Боскини обсуждает искусство Тициана, Беллини, Тинторетто, а также Ван Дейка и Рубенса. Работа состоит из восьми песен: «дуновений» (vénti) в форме диалога между «превосходным сенатором» (Senatore-Ecelenza) и профессором «До Питура» (Professor do Pitura — «Профессором Живопись», на венецианском диалекте), под вторым именем выступает сам автор. Содержание было определено Боскини в первом издании «(Венеция, Per il Baba, M.DC.LX)»: Диалог между раздражительным сенатором-венецианцем и профессором до Питтура […] с которым венецианский корабль совершает плавание по «Морю живописи» (Mar de la Pitura). В книге Боскини превозносит достоинства венецианской школы живописи (поэтому демонстративно использует венецианский диалект) и всячески принижает творчество флорентийских и римских художников[9].

Убеждённый сторонник искусства маньеризма, Боскини противопоставляет классической триаде категорий «натура, искусство, изобретательность» (natura, arte, ingegno) собственную: «откровенность, манера, причудливость» (franchezza, maniera e bizaria), убеждённый, что объектом живописи является не природа, а «совершенная природа искусства» (la natura perfezionata dell’arte), по-барочному связанная с «удивительным» (le maravegie). В конце тома Марко Боскини приводит «аналитический указатель» (indice analitico) с именами упомянутых художников и с указанием мест, где находятся их произведения.
- Рудники живописи (Le miniere della pittura, 1664) и Богатые рудники венецианской живописи (Le ricche miniere della pittura veneziana, 1674) — два своеобразных путеводителя по художественным шедеврам Венеции. Наибольшую известность получило второе издание, в котором перечислены и описаны картины, находящиеся в церквях, скуолах и общественных зданиях шести районов города. По сравнению с художественными справочниками, изданными в Италии между семнадцатым и восемнадцатым веками, справочник Боскини занимает первое место по своему богатству и информативной точности. И всё же книга представляет собой нечто большее, чем просто «путеводитель», благодаря критической проницательности, с которой автору удается уловить художественную сущность искусства венецианских живописцев, прежде всех Тициана и Тинторетто[11].

Так, в теоретической части, критикуя художников флорентийской и римской школ, Боскини выдвигает в качестве главного отличия живописной манеры венецианцев принцип «живописи пятном» (итал. pittura di macchia). В дальнейшем это определение получило другие значения, но в историю постренессансной живописи его ввёл именно Боскини (ранее это выражение использовал Вазари, но также в ином смысле).
В 1733 году венецианский художник и писатель Антонио Мария Дзанетти опубликовал свою версию книги Боскини: «Описание всех публичных картин города Венеция» (Descrizione di tutte le pubbliche pitture della città di Venezia).
- «Путеводитель по городу Виченца» (Guida alla città di Vicenza), «Живописные радости. Добродетельное украшение города Венеция» (I gioielli pittoreschi. Virtuoso ornamento della città di Vicenza), два путеводителя по искусству Венеции, опубликованные в 1676 году.